# Bo Van Der Werf
Bo Van Der Werf, né le 15 janvier 1969 à Bruxelles, est un musicien (principalement saxophone baryton) et compositeur de jazz moderne belge. Une des singularités de sa musique est son travail autour des modes à transposition limitée dans des contextes improvisés.

## Biographie
Bo Van Der Werf a étudié au Conservatoire d'Amsterdam (anciennement Hilversum). En 1992, il fonde le Brussels Jazz Orchestra avec Frank Vaganée, Serge Plume et Marc Godfroid. En parallèle émerge l'octet Octurn, dans lequel des musiciens belges et français se sont réunis pour travailler autour de compositions contemporaines. Il collabore notamment avec Stéphane Payen, Malik Mezzadri, Nelson Veras, Guillaume Orti, Jozef Dumoulin, Dré Pallemaerts, le groupe Aka Moon ou encore avec The Tibetan Monks of Gyuto.
Il fait partie de groupes tels que Sax No End, Lidlboj et Timescape Project. Il compose non seulement pour ses groupes, mais aussi pour le cinéma (J'aime regarder les filles, 2011), le ballet et pour des ensembles de musique contemporaine tel que Ictus. Il a également réalisé le documentaire Satyajit Ray Negatives (2006).

## Discographie
- 1996 : Charles Papasoff, International Baritone Conspiracy Live à Victoriaville (Victo)
- 1996 : Octurn, Chromatic History (WERF)
- 1997 : Octurn, Ocean (WERF)
- 2000 : Octurn, Round (WERF)
- 2000 : Deep in the Deep, Snake Ear (J.A.S)
- 2001 : Pierre Van Dormael, Vivaces (Igloo)
- 2002 : Octurn, Dimensions (WERF)
- 2005 : Magic Malik Orchestra, XP2 (Label Bleu)
- 2005 : Octurn, 21.emanations (Yolk)
- 2007 : Octurn/Magic Malik, XPs Live
- 2009 : Jozef Dumoulin & Lidlboj, Trees Are Always Right (Bee Jazz)
- 2009 : Octurn, 7eyes
- 2022 : Bo Van Der Werf, Jozef Dumoulin, Speaking Kindly (PEEWEE!)